# موشيه مزراحي
موشيه مزراحي (بالعبرية: משה מזרחי‏) (8 أبريل 1980 بحولون في إسرائيل - ) هو لاعب كرة سلة إسرائيلي في مركز هجوم صغير الجسم. لعب مع نادي أزوفماش لكرة السلة.

## وصلات خارجية
- موشيه مزراحي على موقع الاتحاد الدولي لكرة السلة (الإنجليزية)
- موشيه مزراحي على موقع الدوري الأوروبي لكرة السلة (الإنجليزية)
- موشيه مزراحي على موقع كرة السلة الأوروبية.كوم (الإنجليزية)
- موشيه مزراحي على موقع ريلجم (الإنجليزية)
- موشيه مزراحي على موقع بروبوليرز (الإنجليزية)
- موشيه مزراحي على موقع سبورتس رفرنس (الإنجليزية)